# Erromintxela jezik
Erromintxela jezik (ISO 639: emx), naziv za jezik koji je kao poseban jezik priznat tek 2010. godine, do kada se pod imenom baskijski kalo ili baskijski romski vodio kao dijalekt jezika kalo. Govori se na području Baskije u Španjolskoj i Francuskoj. 
Pripadnici etničke grupe Erromintxela potomci su vala romskih Kalderaša koji u Baskiju dolaze u 15. stoljeću iz pravca Francuske. Jezik im se razlikuje od jezika Kalo Roma.

## Vanjske poveznice
- Erromintxela euskara cale